# Turistická značená trasa 8641
 Turistická značená trasa č. 8641 měří 2,8 km; spojuje rozcestí Nad Nolčovom, prístrešok a rozcestí Vyšné Rudno v severozápadní části pohoří Velké Fatry na Slovensku.

## Průběh trasy
Od rozcestí Nad Nočovom prudce stoupá zalesněným terénem na vrchol Magura, odkud pokračuje přes nepojmenovaní sedlo k rozcestí Vyšné Rudno. Jedná se o krátkou, byť převýšením náročnou spojovací trasu.
| Km  | Místo                    | Navazující a křižující trasy     | Souřadnice                     | Nadm. výška  |
| --- | ------------------------ | -------------------------------- | ------------------------------ | ------------ |
| 0,0 | Nad Nolčovom, prístrešok | 5639                             | 49°6′8″ s. š., 19°5′4″ v. d.   | 450 m n. m.  |
| 2,3 | Magura                   |                                  | 49°5′48″ s. š., 19°6′44″ v. d. | 1059 m n. m. |
| 2,8 | Vyšné Rudno              | 0870 (Velkofatranská magistrála) | 49°5′33″ s. š., 19°6′58″ v. d. | 1056 m n. m. |